# Gluconeogenesi
La gluconeogenesi o neoglucogenesi è un processo metabolico mediante il quale, in caso di necessità dovuta ad una carenza di glucosio nel flusso ematico, un composto non glucidico viene convertito in glucosio, seguendo sostanzialmente le tappe inverse delle glicolisi, eccezione per quelle dove la differenza di energia libera è negativa (1-3-10). 
Permette di produrre glucosio a partire da precursori non saccaridici, quali piruvato, lattato, glicerolo, etanolo e amminoacidi glucogenetici. Avviene quasi interamente nel citosol, a parte la prima tappa iniziale che richiede un enzima mitocondriale, il piruvato subisce modificazioni (prima ad ossalacetato poi a malato) e viene trasportato nel citosol. Qui verrà formato il fosfoenolpiruvato e poi si susseguono tutte le altre reazioni come se fosse una glicolisi inversa fino alla formazione del fruttosio-1,6-bisfosfato.
L'enzima chiave della gluconeogenesi è la fruttosio-1,6-bisfosfatasi (FBPasi 1). Si tratta di un enzima allosterico, cioè un enzima dotato di siti allosterici attaccati da molecole chiamate effettori i quali sono in grado di modificare l'affinità dell'enzima stesso per il suo substrato. In questo caso la FBPasi può essere attaccata da effettori positivi (come il citrato) i quali provocano l'intensificazione dell'azione enzimatica. D'altra parte, l'enzima può essere attaccato da effettori negativi (come l'AMP e il fruttosio-2,6-bisfosfato) che inibiscono l'azione della proteina e, in questo caso specifico, bloccano la via della gluconeogenesi.

## Descrizione
Si basa su 3 deviazioni, corrispondenti alle 3 reazioni irreversibili della glicolisi. 
Nella prima deviazione si registra formazione di fosfoenolpiruvato a partire da piruvato, passando attraverso reazioni intermedie. Dal piruvato si ottiene ossalacetato grazie all'enzima piruvato carbossilasi. L'ossalacetato così prodotto viene ridotto a malato grazie all'enzima malato deidrogenasi. Nella reazione successiva il malato viene riossidato ad ossalacetato e infine quest'ultimo viene convertito in fosfoenolpiruvato dalla fosfoenolpiruvato carbossichinasi. 
La seconda deviazione permette di ricavare fruttosio-6-fosfato a partire dal reagente fruttosio-1,6-bisfosfato. L'enzima catalizzante di questa reazione è la fruttosio-1,6-bisfosfatasi.
Infine la terza deviazione, che consente di ottenere la molecola di glucosio a partire dal glucosio-6-fosfato è catalizzata dalla glucosio-6-fosfatasi.
La gluconeogenesi è energeticamente dispendiosa; la cellula infatti usa 6 legami altamente energetici forniti da ATP per formare una molecola di glucosio a partire da lattato o piruvato. Proprio per questo, tale processo attivo durante il digiuno è svolto unicamente dal fegato, il quale ha gli enzimi necessari e l'energia fornita dalla demolizione di Acetil-CoA (proveniente dalla beta ossidazione) nel ciclo di Krebs. Anche la corticale del rene e l'epitelio intestinale la svolgono in parte minore.

## Tappe della gluconeogenesi
Le fasi della Gluconeogenesi quindi sono 10, e procedono in senso inverso alla glicolisi, secondo il seguente schema:
- Reazione 1: Il piruvato viene convertito in ossalacetato, aggiungendo CO2, dall'enzima piruvato carbossilasi, che richiede ATP e ione bicarbonato come substrati e la biotina come coenzima (l'enzima è un tetramero e ad ogni subunità è legata covalentemente una biotina ad un residuo di lisina).

La piruvato carbossilasi inoltre richiede Acetil-CoA come attivatore allosterico.
Questa reazione avviene nel mitocondrio. 
A questo punto l'ossalacetato per essere trasportato nel citosol deve essere convertito in malato, in quanto non sono presenti trasportatori per l'ossalacetato sulla membrana mitocondriale. Questa tappa intermedia è catalizzata dall'enzima malato deidrogenasi (un'ossidoreduttasi) con ossidazione di una molecola di NADH in NAD+. Lo shuttle malico ha la funzione di trasferire potere riducente (NADH) dal mitocondrio al citosol. Una volta raggiunto il citosol il malato viene riossidato ad ossalacetato con produzione di NADH citosolico.
- Reazione 2: l'ossalacetato è convertito in fosfoenolpiruvato (PEP) ad opera dell'enzima PEP carbossichinasi che è dipendente da GTP
- Reazione 3: il PEP grazie all'enolasi viene convertito in 2-fosfoglicerato.
- Reazione 4: il 2-fosfoglicerato grazie all'enzima fosfoglicerato mutasi diventa 3-fosfoglicerato
- Reazione 5: il 3-fosfoglicerato tramite l'enzima fosfoglicerato chinasi viene trasformato in 1,3-bisfosfoglicerato.
- Reazione 6: l'1,3-bisfosfoglicerato subisce l'azione dell'enzima gliceraldeide-3-fosfato deidrogenasi e diviene gliceraldeide-3-fosfato
- Reazione 7: la gliceraldeide-3-fosfato grazie all'enzima trioso fosfato isomerasi è resa diidrossiacetone fosfato
- Reazione 8: una molecola di gliceraldeide-3-fosfato ed una di diidrossiacetone fosfato subiscono una condensazione aldolica andando a formare fruttosio-1,6-bisfosfato, grazie alla fruttosio-1,6-bisfosfato aldolasi (anche nota col solo nome di “aldolasi”).
- Reazione 9: (nella glicolisi l'enzima fosfofruttochinasi 1 agisce trasformando il fruttosio-6-fosfato in fruttosio-1,6-bisfosfato)

il fruttosio-1,6-bisfosfato viene convertito a fruttosio-6-fosfato dall'enzima fruttosio-1,6-bisfosfatasi enzima controllato allostericamente dal citrato. Il fruttosio-6-fosfato grazie alla fosfo-glucoisomerasi diventa glucosio-6-fosfato.
- Reazione 10: (nella glicolisi il glucosio viene convertito in glucosio-6-fosfato dalla esochinasi/glucochinasi)

Il glucosio-6-fosfato diventa glucosio tramite l'azione della glucosio-6-fosfatasi con formazione di fosfoistidina come intermedio.
La reazione complessiva della gluconeogenesi è la seguente:
2 Piruvato + 4 ATP + 2 GTP + 2 NADH + 2 H+ + 4 H2O → glucosio + 4 ADP + 2 GDP + 6 Pi + 2 NAD+
Il ΔG° in condizioni fisiologiche è pari a -15 kJ/mol.

## Regolazione
Solitamente, la carenza di glucosio avviene durante il digiuno e quindi un costante apporto di zuccheri è necessario affinché il cervello possa svolgere le proprie attività metaboliche. La gluconeogenesi avviene nel momento in cui il glucagone, ormone secreto dalle cellule α del pancreas, colpisce dei recettori bersaglio presenti sugli epatociti ed altri presenti sugli adipociti. Nelle prime cellule avviene la gluconeogenesi mentre nelle seconde, viene stimolata la lipasi ormone-sensibile a scindere i trigliceridi in glicerolo e molecole di acidi grassi; questi ultimi verranno convertiti in acetil-CoA e inviati nei processi catabolici per la produzione di energia sotto forma di ATP.